# 朱檀
魯荒王朱檀（1370年3月15日—1390年1月2日），乳名旺舅，明太祖朱元璋第十子，母親是宁妃郭氏。

## 生平
洪武三年二月十七日（1370年3月15日）生，同年四月初七日（5月2日）册封為鲁王。洪武十八年十月二十一日（1385年11月23日）就藩兖州府。二十二年十二月十六日（1390年1月2日）薨，年二十。他的陵墓在山東鄒城九龍山麓，现已于1970年进行考古发掘。當時未有明初強迫殉葬制度。
朱檀的生母郭宁妃頗為受寵，曾在馬皇后和李淑妃死後攝六宮事，是宮中地位最尊貴的妃子；朱檀兩個月大就被封為藩王。他迷信道教方士，服食金丹，毒發傷目，不满二十就死了。朱元璋認為他誤入歧途，荒誕不經，謚為「荒」。

## 家庭
王妃湯氏，為開國功臣湯和次女。夫妻二人將七歲、八歲、十岁孩童強行留在魯王王府內玩耍，三、五天後才将人放出，此舉惹怒當地百姓，後朱元璋將湯氏凌遲處死，另立湯氏妹為魯王妃。次妃戈氏於洪武二十一年六月十二日（1388年7月15日）生下庶子朱肇，洪武二十三年封为鲁王次妃，正统五年十月初九日（1440年11月3日）去世，享年七十二。
朱檀雖然短壽，但他的獨子魯靖王朱肇卻在位有六十四年之久，生有六子，後代人丁興旺，共傳十代，全都世居兗州府城內。直至崇禎十五年（1642年）清兵入塞攻破兗州府城。監國的魯王朱以海是其九世孫。

## 坟墓文物展览
2024年，安徽博物院举行天下中都特展，展出鲁王墓出土的文物。

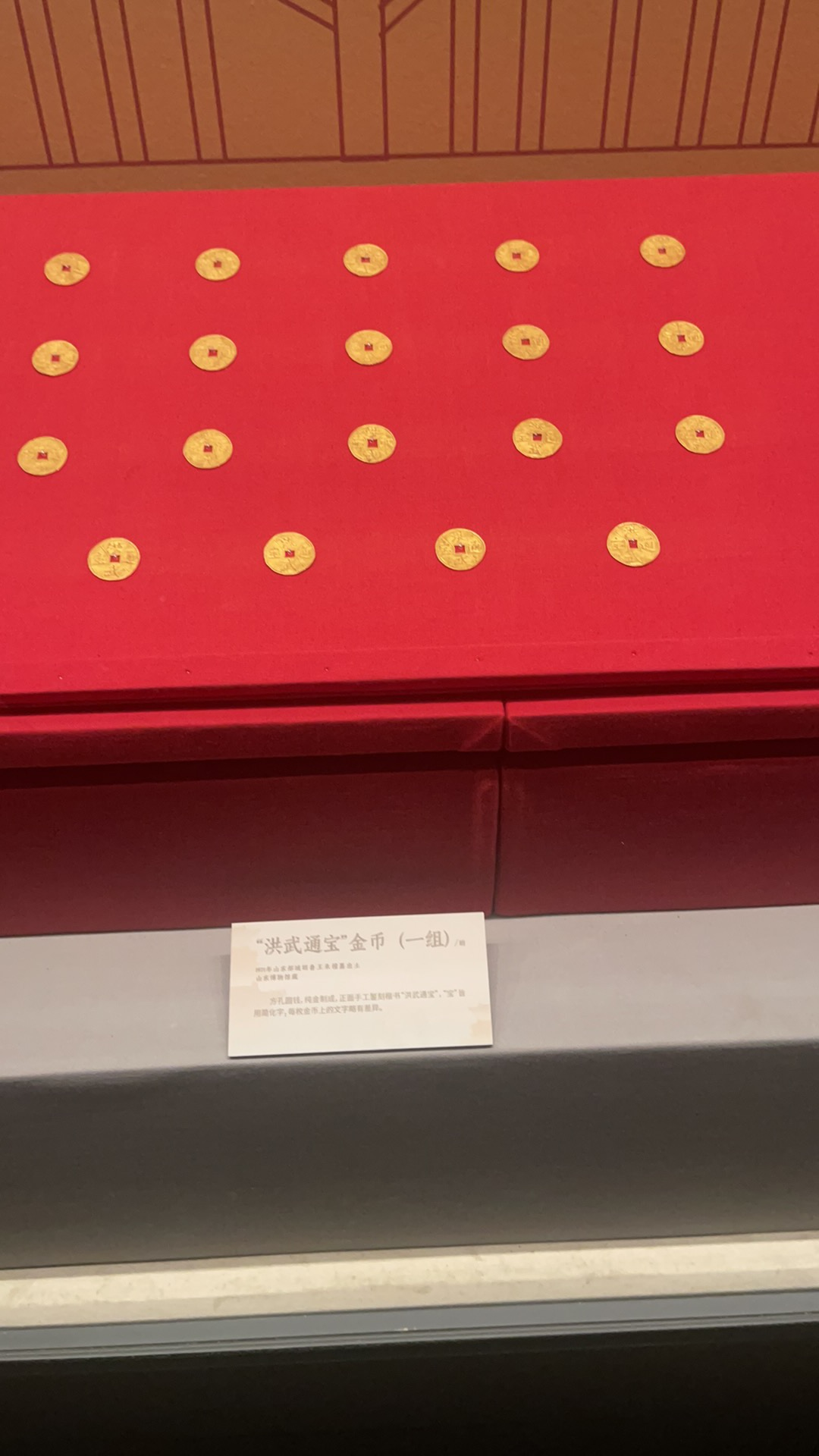
鲁王墓金币

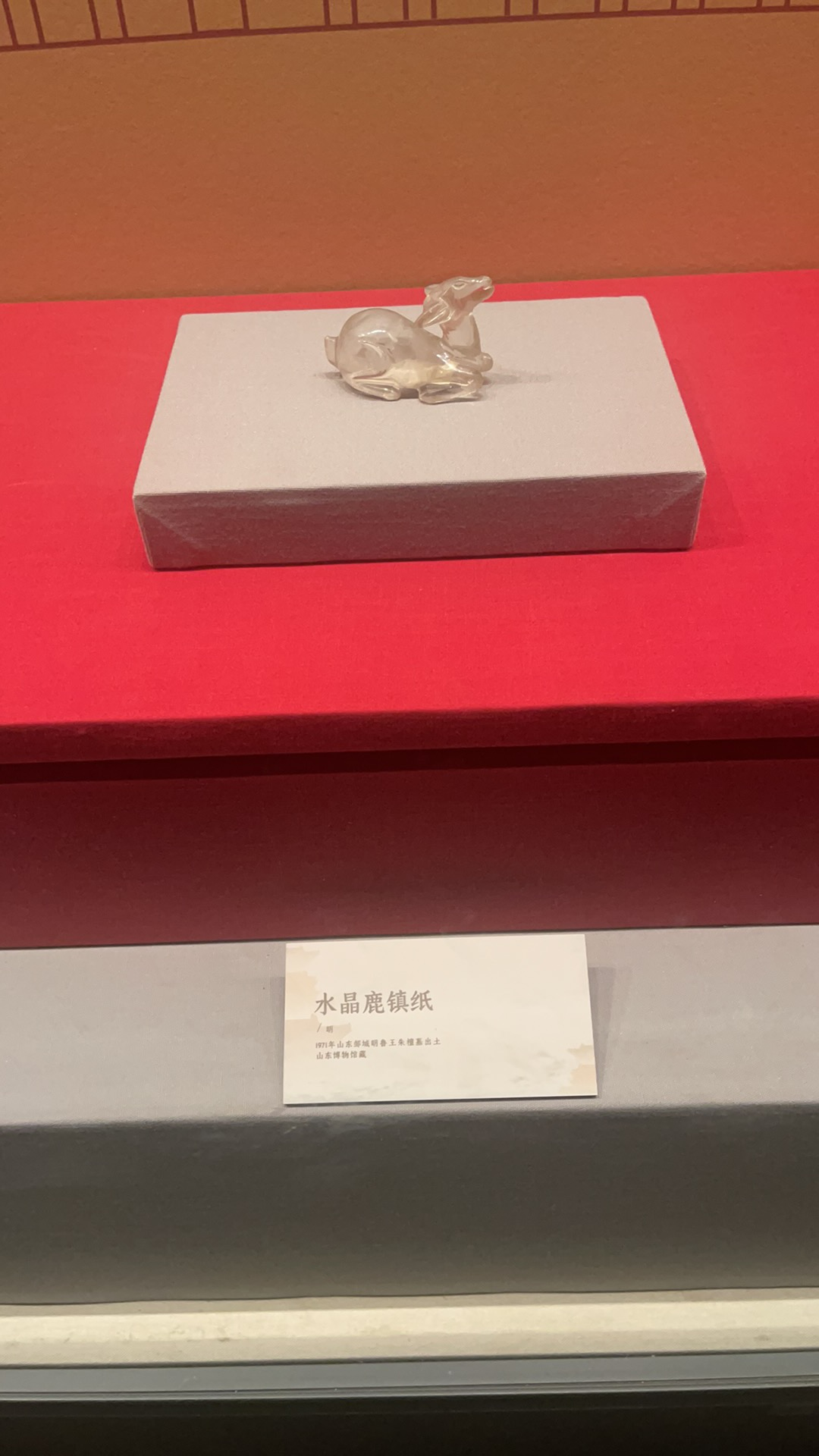
鲁王墓水晶鹿